# Sébastien de Saint-Aignan
Sébastien de Saint-Aignan, né Sébastien Chaitegnay au début du XVIIe siècle à Amboise (France) et mort en 1669 à Orléans (France), est un frère lai carme et architecte. Il est l'auteur de deux ouvrages, l'un portant sur la peinture de son temps : La Seconde Nature ou l’abondance de l’Art de l’admirable peinture en la création de nouvelle chose et l'autre sur l'architecture, nommé : Maximes et exemples d’Architecture, nombre de belles choses, agréable au curieux de l’Art.

## Biographie

### Origines
Sébastien Chaitegnay est né à Amboise mais la date exacte de sa naissance demeure inconnue. C’est en 1620 qu’il adopte le nom de Sébastien de Saint-Aignan, après être devenu frère lai de l’ordre des Carmes déchaussés de Touraine.

### Carrière
Sa première réalisation architecturale date de la fin des années 1610 alors qu'il participe au chantier du château de Sully-sur-Loire. Après avoir intégré les Carmes, il devient architecte itinérant de cet ordre religieux même s’il est en contact avec des architectes d’autres ordres et notamment les jésuites, et travaille aussi pour d’autres ordres (Minimes, Chartreux, Bénédictins). Il participe également aux chantiers de l’hôtel de Brétonvilliers, de Sainte-Croix d’Orléans et du château de Fontainebleau.
En 1642, les Carmes réformés de Touraine demandent à Sébastien de Saint Aignan d’exécuter le retable de l’église du Saint-Sacrement des Billettes à Paris,.
En 1644, Sébastien de Saint-Aignan se fixe à Orléans où il participe à la reconstruction de l’église de Notre-Dame des Carmes,.

### Mort et postérité
Sébastien de Saint-Aignan est mort en 1669. Son travail en tant qu’architecte fut considérable en ce qu’il œuvra sur de nombreux chantiers, mais son action consista presque exclusivement en la construction d’autels et retables ou au suivi du gros-œuvre. La postérité de son œuvre est assez réduite car l’autel des Billettes a été démantelé en 1755 et l’église Notre-Dame des Carmes à Orléans fut rasée en 1791.

## Écrits
En 1644, après qu’il s'est fixé à Orléans, Sébastien de Saint-Aignan commence un ouvrage qui l’occupe jusqu'à sa mort sans qu'il l'ait achevé. Il s’agissait d’une encyclopédie en langue française qui devait réunir l’ensemble de son savoir théorique et pratique (peinture, architecture, sciences physiques et mécaniques), l'ensemble devant former un enseignement artistique complet.

### La Seconde Nature...
Le premier volume de ce projet d’encyclopédie se nomme La Seconde Nature ou l’abondance de l’Art de l’admirable peinture en la création de nouvelle chose, il est écrit entre 1642 et 1653 et comporte 187 feuillets. L’ouvrage donne à la fois un enseignement théorique et pratique même s’il insiste surtout sur l’aspect pratique de cette discipline avec notamment des conseils que l’auteur tire de son expérience à propos des vernis, des pigments des supports et des techniques. 
Le frère Sébastien place la peinture parmi les arts libéraux puis décrit l’évolution de la peinture depuis l’Antiquité même s’il considère ici que c’est le Paris de son époque qui est la capitale artistique de monde Moderne. Il décrit alors la peinture et les peintres de son époque, à Paris, entre 1642 et 1644, c’est-à-dire, la peinture du temps des Précieux et des Intelligents Dans ses descriptions de peintres, les peintres religieux occupent une bonne place et la description d’Étienne Martellange donne même lieu à une courte biographie.

### Maximes et exemples d'architecture...
De 1654 à 1669, Sébastien de Saint-Aignan rédige les Maximes et exemples d’Architecture, nombre de belles choses, agréable au curieux de l’Art. Ce manuscrit fait suite au précédent et se compose de 381 feuillets, il est conservé à la médiathèque d’Orléans.
L’auteur y restitue les enseignements de ses prédécesseurs et notamment de Vitruve, Palladio, Serlio et Philibert de l’Orme, qu’il augmente et argumente de ses propres observations. Cet ouvrage renseigne sur les nombreux édifices religieux qui fleurissaient à Orléans à l’époque et notamment ceux qui ont disparu. Mais c’est aussi une source d’information pour les contemporains de Sébastien de Saint-Aignan, qu'il décrit et a parfois eu l’occasion de rencontrer, comme Jacques Lemercier dont il a visité la bibliothèque ou encore Jean Barbet qui participa tout comme lui au chantier de Sainte-Croix d’Orléans. Il fait également mention de Marin Mersenne dont il se réclame, même s’il défend les thèses de Galilée, condamnées par l’Église.

## Réalisations
- Hôtel de Brétonvilliers
- Château de Fontainebleau
- Cathédrale Sainte-Croix d'Orléans
- 1642 : retable de l’église du Saint-Sacrement des Billettes
- 1644 : reconstruction de Notre-Dame des Carmes